# Flyme
Flyme是由珠海魅族科技有限公司开发的基于Android的手机操作系统。

## 軟件
Flyme内置了自家软件，並大幅修改原生Android界面，且中国版不预装GMS，Eico Design亦有參與設計。
对于預裝YunOS版本的手機，如魅蓝metal等诸多魅蓝机型，魅族也已为其提供了Android版本系统。
Flyme應用中心
Flyme應用中心是魅族自家的應用商店，為Flyme裝置提供應用下載的功能。
Flyme雲服務
Flyme雲服務是魅族科技開發的雲端功能，同時開放網頁端。使用者可以綁定Flyme賬戶，將聯絡人、短信、相冊及系統設定上傳同步至伺服器進行備份，並且使用電腦或者其他Flyme裝置存取數據。可以在網頁端修改、增添和刪除相關數據。找回手機功能可以允许用户在網頁端使用找回手機功能定位手機當前位置，同時可以查看該裝置的狀態、所使用的手機號碼，並可以遠端控制手機發聲、鎖定、远程同步和擦除數據。若手機處於離線狀態，用戶还可選擇透過運營商發送一條短信遠端激活該功能。2021年12月30日，魅族官方发表声明称将于2022年3月31日关闭Flyme手机云备份功能运营，值得注意的是，这次停运不是指整个云服务功能，而是部分备份功能。

## 歷史版本
| 系统名称         | 系統版本                              | 最新版本 | 釋出日期       |
| ---------------- | ------------------------------------- | -------- | -------------- |
| MyMoblie         | Windows CE 6.0                        | 0.9.9.23 | 2009年2月18日  |
| Flyme 1          | Android 4.0                           | 1.1      | 2012年7月12日  |
| Flyme 2          | Android 4.1                           | 2.5      | 2012年11月27日 |
| Flyme 3          | Android 4.2                           | 3.7      | 2013年9月2日   |
| Flyme 4          | Android 4.4、5.1或YunOS 3.0           | 4.5      | 2014年9月2日   |
| Flyme 5          | Android 5.1或YunOS航海版Air、5、Atom  | 5.2      | 2015年9月23日  |
| Flyme 6          | Android 5.1、Android 6.0、Android 7.X | 6.3      | 2016年12月30日 |
| Flyme 7          | Android 8.0、Android 9.0              | 7.3      | 2018年4月22日  |
| Flyme 8          | Android 9.0、Android 10               | 8.0      | 2019年8月28日  |
| Flyme 9          | Android 11                            | 9.2      | 2021年3月2日   |
| Flyme 10         | Android 13                            |          | 2023年3月10日  |
| Flyme 11（AIOS） | Android 14                            |          | 2024年5月16日  |

## mBack
mBack是魅族手机使用的Home键方案。在手机正面采用一个支持触摸感应的按键，来代替原生Android的三个按键。触摸主键执行返回操作，按压主键执行回到桌面，从主键两侧的屏幕底部上滑打开多任务卡片。主键亦可支持指纹识别，用于指纹解锁、微信和支付宝的指纹支付。魅族手机自魅蓝note2以后均采用mBack，但未全部搭载指纹识别。在魅族PRO 6 Plus上，主键还包括活体指纹检测和心率检测功能。

### 评价
mBack用一个按键替换原生Android三个按键的做法被认为符合魅族一贯简洁的设计风格。mBack发布后中国大陆市场开始较多出现类似的实体键Android设备也被认为是对mBack的肯定。
但亦有评论指出，轻触返回容易造成误触，或按压过重而返回桌面，用户学习成本高，需要一段时间来适应。

## 支援產品

### 手机

#### 魅族系列
- 魅族M8
- 魅族M9      最新版本 Flyme 1.1.3 [8]
- 魅族MX      最新版本 Flyme 2.5.3A [9]
- 魅族MX2      最新版本 Flyme 4.5.7.1A [10]
- 魅族MX3      最新版本 Flyme 5.1.9.0A [11]
- 魅族MX4      最新版本 Flyme 6.3.0.2A [12]
- 魅族MX4 Pro      最新版本 Flyme 6.3.0.2A [13]
- 魅族MX5      最新版本 Flyme 7.8.7.24beta/6.3.0.2A [14]
- 魅族MX6      最新版本 Flyme 8.0.0.0A [15]
- 魅族PRO 5      最新版本 Flyme 8.0.0.0A [16]
- 魅族PRO 6      最新版本 Flyme 8.0.0.0A [17]
- 魅族PRO 6s      最新版本 Flyme Flyme 8.0.0.0A [18]
- 魅族PRO 6 Plus      最新版本 Flyme 8.0.0.0A [19]
- 魅族PRO 7      最新版本 Flyme 8.0.0.0A [20][21]
- 魅族PRO 7 Plus      最新版本 Flyme 8.0.0.0A [22]
- 魅族15      最新版本 Flyme 8.0.0.0A [23]
- 魅族15 Plus      最新版本 Flyme 8.0.0.0A [24]
- 魅族M15      最新版本 Flyme 8.0.0.0A [25]
- 魅族16th      最新版本 Flyme 8.0.0.0A [26]
- 魅族16th Plus      最新版本 Flyme 8.0.0.0A [27]
- 魅族16 X      最新版本 Flyme 8.0.0.0A [28]
- 魅族16s      最新版本 Flyme 8.0.0.0A [29]
- 魅族16Xs      最新版本 Flyme 8.0.0.0A [30]
- 魅族16s Pro      最新版本 Flyme 8.0.0.0A [31]
- 魅族16T      最新版本 Flyme 8.0.0.0A [32]
- 魅族Note8      最新版本 Flyme 8.0.0.0A [33]
- 魅族Note9      最新版本 Flyme 8.0.0.0A [34]
- 魅族X8      最新版本 Flyme 8.0.0.0A [35]
- 魅族V8      最新版本 Flyme 7.1.2.1A/7.1.5.2A [36] [37]

#### 魅蓝系列
- 魅藍
- 魅藍2
- 魅藍3
- 魅藍3s
- 魅藍metal
- 魅蓝5
- 魅蓝5s
- 魅蓝6
- 魅蓝6T
- 魅蓝S6
- 魅蓝Max
- 魅藍Note
- 魅藍Note2
- 魅藍Note3
- 魅蓝Note5
- 魅蓝Note6
- 魅蓝U10
- 魅蓝U20
- 魅蓝X
- 魅蓝E
- 魅蓝E2
- 魅蓝E3

#### 其他
- 由官方或民间团体或个人根据Flyme开源的Patchrom适配的机型